# سهزاب
سهزاب هي قرية في مقاطعة سراب، إيران. عدد سكان هذه القرية هو 683 في سنة 2006.